# Rödkallen-Söräspen
Le réserve naturelle de Rödkallen ou réserve naturelle Rödkallen-Söräspen est une réserve naturelle située dans l'est de l’archipel de Luleå en Suède,,.

## Présentation
La zone naturelle est protégée depuis 1970 et s'étend sur 71 kilomètres carrés. 
La réserve comprend les îles de Rödkallen, Storgrundet, Sör-Äspen, Grillklippan et Sandgrönnorna ainsi que les eaux environnantes dans la partie sud de l'archipel de Luleå.
La réserve est une zone de protection des oiseaux. La superficie totale de la réserve est de 71,3 km2, dont 63,6 km2 sont constitués d'eau. 
La réserve a été désignée zone importante pour la conservation des oiseaux (ZICO) par BirdLife International car elle abrite des populations reproductrices de sternes caspiennes et de guillemots à miroir.
c'est aussi un terrain de chasse pour le vison d'Europe, un mangeur notoire d'oiseaux et d'œufs,.
Le Guillemot à miroir est l'oiseau le plus commun dans l'île de Rödkallen.
Dans l'île de Grillklippan c'est la Sterne caspienne. 
Le petit Goéland brun peut également être trouvé dans ces îles,.
Dans ce paysage de sable, les oiseaux marins et les échassiers sont également attirés par les plages pendant la nidification et la migration. 
Grillklippan est une véritable montagne d'oiseaux, même si elle ne s'élève qu'à une dizaine de mètres d'altitude. 
L'île est en grande partie nue, mais quelques sorbiers, trembles, pruches et saules fouettés par le vent ont  pris racine,.
Sur Sör-Äspen se trouve l'une des plus belles forêts vierges où la faune marine peut rencontrer des élans et des cerfs. La réserve possède le site de croissance du carex le plus méridional du pays,.